# Римпапова къща
Римпаповата къща (на гръцки: Οικία Ρώμπαπα) е къща в град Лерин, Гърция, обявена за паметник на културата.

## Местоположение
Къщата е на улица „Тирнавос“ № 7 и „Павлос Мелас“.

## История
Къщата е построена в 1925 или в 1928 година за Йован Римпапов (Йоанис Ромпапас), андартски деец I ред от костурското село Вишени, носител на седем ордена.
Проектантът на сградата е Георгиос Курзупос, завършил Висшето училище по строителство и геодезия на Московския технически институт през 1917 година, който работи като свободна практика между 1920 и 1925 година, от 1925 до 1926 година е инженер в Министерството на социалните грижи, а от 1926 година практикува професията си в Лерин.
Сградата претърпява сериозни щети при бомбардировките на 28 юли 1944 година и е ремонтирана в 1947 година. Обявена е за паметник на културата. В къщата е отсядала кралската двойка Павлос I и Фредерика, генерал Александрос Папагос и други.

## Архитектура
В надземната част на сутерена, който е изграден отвън с дялан камък, има прозорци с железни решетки. На партерния етаж откъм улица „Павлос Мелас“ са разположени три магазина. Главният вход се намира на улица „Тирнавос“ и има сводест отвор. От третата страна има градина с изградена стена и железни парапети, както и порта. Между отворите на приземния етаж има модулни колони. На втория етаж има три балкона, по един от всяка страна, поддържани от конзоли. Някои от отворите са правоъгълни, а други представляват сводест триптих с разширена централна арка. Подпрозоречните первази на фасадата са с релефни покрития, в които личат централноевропейски влияния. Стрехата на покрива е изпъкнала, а под нея има богата украса. На покрива има изграден парапет с панели. На улица „Тирнавос“ има метоп също с панели.